# Tribu Palatina
La tribu Palatina (en latin classique : Pǎlātīna) est l'une des quatre tribus urbaines de la Rome antique.
Son territoire couvrait celui de la région Palatine (Palatina regio), l'une des quatre régions (Regiones quattuor) de la ville de Rome (Urbs) ceinte par le mur servien.
Il comprenait le Palatin (Palatium) que les Romains divisaient en Palatual, Germal (Germalus) et Vélie (Velia).